# متلازمة سرطان الثدي والمبيض الوراثية
متلازمات سرطان الثدي والمبيض الوراثي (إتش بي أو سي) هي متلازمات السرطان التي تسبب مستويات أعلى من الطبيعي من خطر الإصابة بسرطان الثدي، وسرطان المبيض وسرطانات إضافية في الأسر المرتبطة وراثيًا (إما أن أحد الأفراد كان لديه كلا المرضين، أو كان العديد من الأفراد في النسب لديهم أحد المرضين أو الآخر). هذا بدوره يمثل 90% من السرطانات الوراثية. يمكن أن تثبت العوامل الوراثية أو يشتبه في أنها تسبب حدوث نمط سرطان الثدي وسرطان المبيض في الأسرة. يمكن أن يكون اسم إتش بي أو سي مضللًا لأنه يشير إلى أن القابلية الوراثية للإصابة بالسرطان تكون بشكل رئيسي لدى النساء. في الواقع، فإنه لدى الجنسين نفس معدلات طفرات الجينات ويمكن أن يسبب إتش بي أو سي السرطانات الأخرى بما في ذلك سرطان البروستات وسرطان البنكرياس.

## الأسباب
يرتبط عدد من الجينات بحالة إتش بي أو سي، الأسباب الأكثر شيوعًا لـ (إتش بي أو سي) هي:
- طفرة بي آر سي إيه:[4] هي من الطفرات الضارة في جينات بي آر سي إيه 1 وَ بي آر سي إيه 2 يمكن أن تسبب معدلات عالية جدًا من الإصابة بسرطان الثدي والمبيض، وكذلك زيادة معدلات الإصابة بسرطانات أخرى. ترتبط الطفرات في جين بي آر سي إيه 1 بنسبة 39-46% من خطر الإصابة بسرطان المبيض وترتبط الطفرات في جين بي آر سي إيه 2 بنسبة 10-27% من خطر الإصابة بسرطان المبيض.[5]

تشمل الجينات الأخرى المحددة:
- إم إل إتش 1، إم إس إتش 2، إم إس إتش 6، بّي إم إس 2: الطفرات في هذه الجينات التي تؤدي إلى متلازمة لينش تعرض الأفراد لخطر الإصابة بسرطان المبيض.
- تي بّي 53: الطفرات في هذه الجينات تسبب متلازمة لي-فراوميني. ويسبب ذلك معدلات مرتفعة بشكل خاص من الإصابة بسرطان الثدي بين النساء الأصغر سنًا اللاتي لديهن جينات طافرة، رغم أن 4% من النساء المصابات بسرطان الثدي دون سن الثلاثين عامًا من العمر نادرًا ما يكون لديهن طفرة في هذا الجين.
- بّي تي إي إن: الطفرات في هذه الجينات تسبب متلازمة كاودن، التي تسبب الأورام العيبية (الأورام الحميدة) في القولون، وزيادة للجلد، وغيرها من العلامات السريرية، وكذلك زيادة خطر الإصابة بالعديد من أنواع السرطان.
- سي دي إتش 1: ترتبط الطفرات في هذه الجينات بسرطان الثدي الفصيصي وسرطان المعدة.

- إس تي كي 11: الطفرات في هذه الجينات تسبب متلازمة بوتز-جيغرز. هذه الحالة تحدث بشكل نادر للغاية، ويخلق استعدادًا لسرطان الثدي، وسرطان الأمعاء وسرطان البنكرياس.[6]
- سي إتش إي كي 2: ما يقارب واحد من أصل 40 من الأوروبيين الشماليين لديهم طفرة في هذا الجين، ما يجعله طفرة شائعة. كما أنها واحدة من أكثر الجينات تحورًا بعد بي آر سي إيه بين الهسبان في الولايات المتحدة. تُعتبر طفرة متوسطة الخطورة، يمكن أن تضاعف مرتين أو ثلاث مرات من خطر الإصابة بسرطان الثدي مدى الحياة لدى حامل الطفرة، وتزيد من خطر الإصابة بسرطان القولون وسرطان البروستات.
- إيه تي إم: الطفرات في هذه الجينات تسبب رنح توسع الشعيرات؛ الإناث الحاملات لهذه الطفرة لديهن ضعف الخطر الطبيعي للإصابة بسرطان الثدي.[6]
- بّي إيه إل بي 2: تختلف الدراسات في تقديرها للمخاطر الناجمة عن الطفرات في هذا الجين ويمكن أن يختلف تواتر الطفرات في هذا الجين بين المجموعات السكانية المختلفة. يمكن أن يكون الخطر معتدلًا أو مرتفعًا مثل بي آر سي إيه 2.

ما يقارب 45% من حالات إتش بي أو سي تنطوي على جينات مجهولة الهوية، أو جينات متعددة.

## الوقاية
يُنصح الأشخاص الذين يعانون من طفرات بي آر سي إيه 1 وَ بي آر سي إيه 2 بالقيام بتخطيط الصدى المهبلي مرة أو مرتين في السنة. يُنصح الفحص باستخدام بروتين سي إيه-125. يوصى بإجراء استئصال البوق والمبيض الوقائي (إزالة المبايض وقناتي فالوب للوقاية من السرطان) في سن 35-40 للأشخاص الذين يعانون من طفرات بي آر سي إيه 1 وفي سن 40-45 للأشخاص الذين يعانون من طفرات بي آر سي إيه 2.